# Стрекоза и Муравей
«Стрекоза и Муравей» — басня И. А. Крылова; написана не позднее мая 1808 года и в этом же году впервые опубликована в журнале «Драматический вестник»; в собраниях сочинений Крылова помещается во вторую книгу басен.

## Сюжет
Стрекоза, проведя лето в праздности, зимою оказалась без припасов и обратилась к трудолюбивому Муравью за помощью. Тот поинтересовался, чем же Стрекоза занималась летом. Услышав, что Стрекоза лишь пела всё лето, Муравей посоветовал ей пойти поплясать.

## История сюжета
От античных времён до нас дошли две басни Эзопа со схожим сюжетом. В первой из них, под названием «Муравей и жук», рассказывается, как навозный жук скарабей посочувствовал летом муравью, трудившемуся даже в то время, когда другие животные отдыхают. Но, когда пришла зима, жук оказался вынужденным просить у муравья корму, и в этот раз уже ему самому пришлось выслушать от муравья нравоучение: «Эх, жук, кабы ты тогда работал, не пришлось бы тебе теперь сидеть без корму».
Другая басня под названием «Муравей и цикада» встречается в некоторых рукописях старшей редакции эзоповского сборника, попала в младшую редакцию, а также в школьные византийские сборники. В ней зимой с просьбой о помощи к муравью обращается цикада. На вопрос муравья, чем цикада занималась летом, и почему она не собрала себе корму на зиму, цикада отвечает, что всё лето она пела и веселила прохожих. «Ну, так попляши зимою», — с громким смехом ответил цикаде муравей. Заканчивается басня моралью: «самое главное — заботиться о насущной пище, а не тратить время на забавы и гулянья». Сюжет «Муравья и цикады» с ироничным предложением муравья поплясать зимой, обращённым к цикаде в ответ на её рассказ о том, как она пела летом, стал классическим, будучи неоднократно повторённым разными баснописцами древнего и нового времени.
По пересказу на латыни в сборнике «Ромул» известна басня «Муравей и цикада» Федра, сюжет которой мало отличается от басни из эзоповских сборников и которая часто публикуется под именем Эзопа. Первой дошедшей до нас поэтической разработкой сюжета является басня «Муравей и цикада» Бабрия. Аналогичный эзоповскому сюжет имеет и старинная айсорская сказка «Муравей и кузнечик».
В XVII веке во Франции сюжетом Эзопа воспользовался Жан де Лафонтен для басни «Цикада и Муравей» (фр. La Cigale et la Fourmi), открывавшей первую из его книг басен. Во французском языке и слово «la cigale», и слово «la fourmi» относятся к женскому роду, поэтому оба персонажа басни Лафонтена воспринимаются читателем как существа женского рода. Другой особенностью басни французского автора является обещание умирающей от голода цикады вернуть долг муравью с процентами. Но госпожа Муравей в долг давать не любила, что Лафонтен называет её недостатком.
Прозаические переводы басни Эзопа на русский язык известны с начала XVII века. В XVIII веке в России были опубликованы вольные поэтические переводы басни Лафонтена целым рядом авторов. Почти у всех них вторым персонажем басни наряду с муравьём стала стрекоза. Отчасти это связано с тем, что в разговорном русском языке XVIII — начала XIX веков слово «стрекоза» служило обобщённым названием для разных насекомых: так называли и кузнечика, и стрекозу (из-за созвучия слова «стрекоза» слову «стрекотать»). В русской литературе XVIII века сложилась целая традиция изображать стрекозу стрекочущим, «поющим» насекомым. Первой в этом ряду стоит притча А. П. Сумарокова «Стрекоза», значительное место в которой занимает описание бедствий, выпавших на долю стрекозы.
Особенностью басни «Стрекоза» И. И. Хемницера является счастливый конец: муравей из педагогических соображений сперва стрекозу прогоняет, но затем из сострадания помогает ей хлебом. Опубликованная неизвестным автором в альманахе «Прохладные часы» в феврале 1793 года басня «Муравей и стрекоза» фактически представляет собой переделку басни Хемницера.
К сюжету обращались также Ю. А. Нелединский-Мелецкий (басня «Стрекоза») и В. А. Озеров (басня «Кузнечик»), в баснях которых отчётливо просматривается осуждение муравья, отражающее негативное отношение дворян к буржуазии.
Лев Успенский в книге «Слово о словах»  описывает странности басни, связанные с трудностью перевода стихотворения Лафонтена Крыловым.

## Интересные факты
Басня «Стрекоза и Муравей» написана четырёхстопным хореем, в то время как все остальные басни И. А. Крылова написаны вольным ямбом.